# 김초희 (컬링 선수)
김초희(1996년 9월 7일~)는 대한민국의 컬링 선수이다. 태평양-아시아 선수권 대회에서 금메달 2개를 획득했으며, 2018년 동계 올림픽 컬링 여자부에 참가하였다.